# Kulturforum Fürth

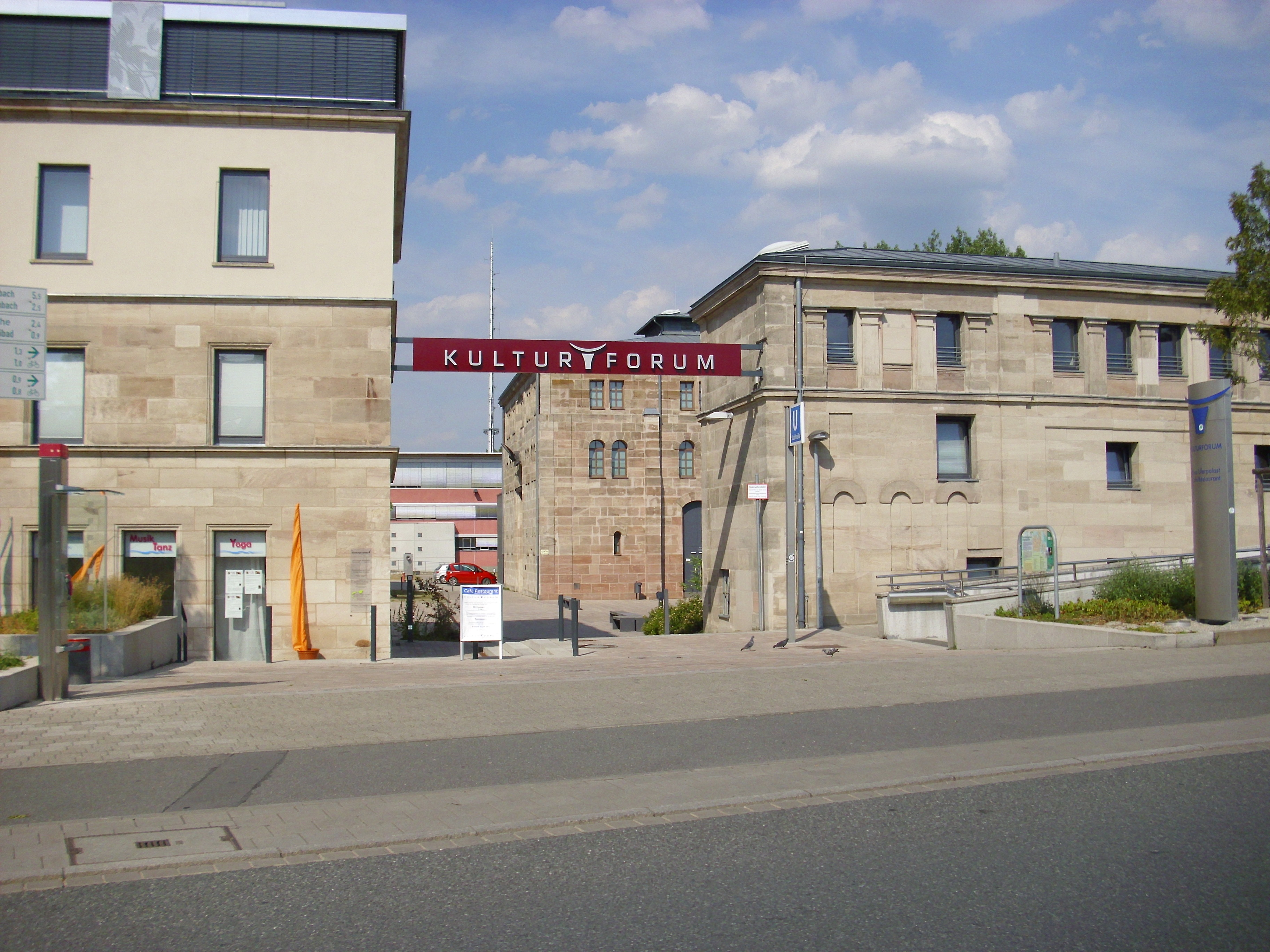
Eingang zum Innenhof

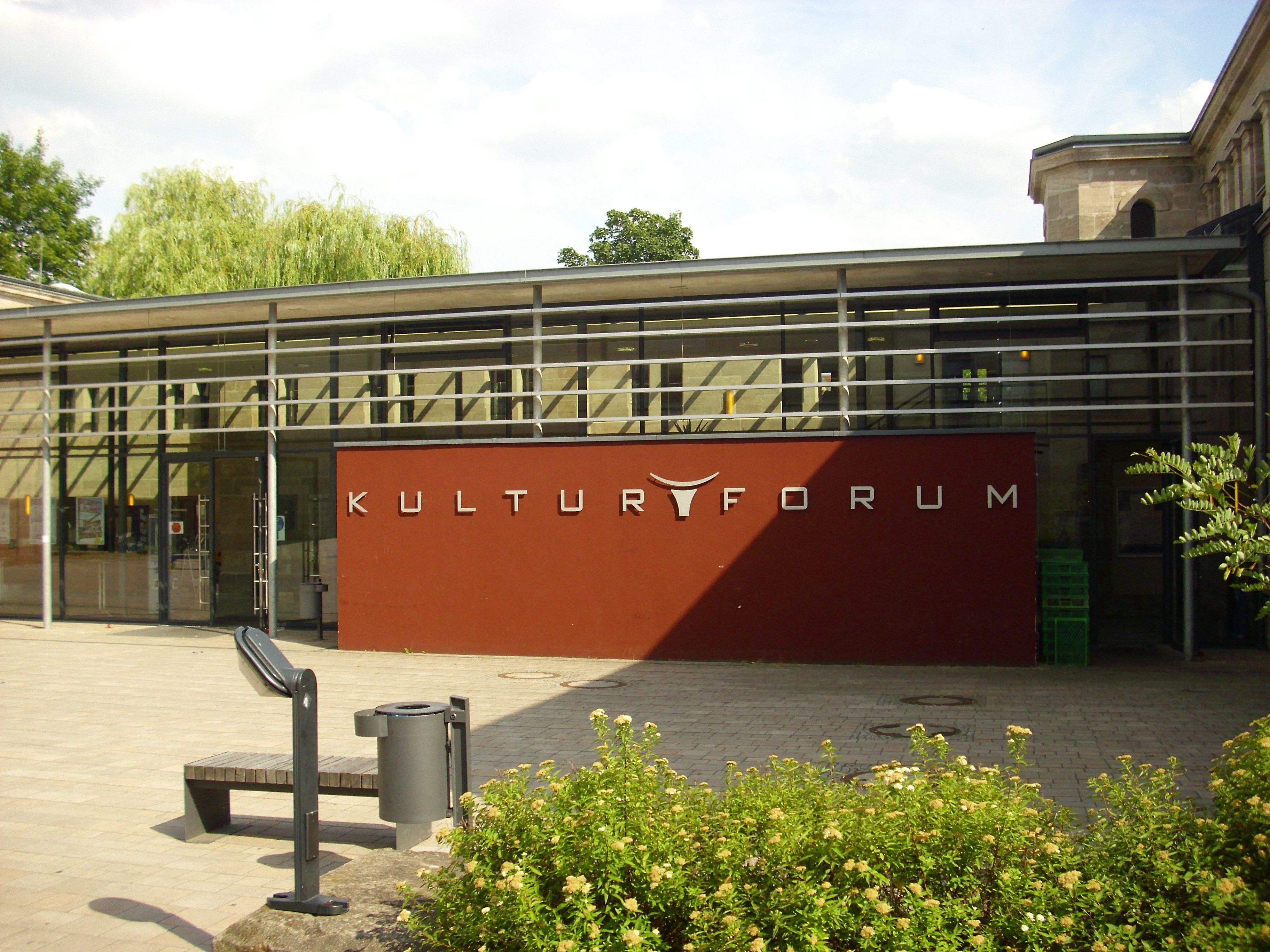
Haupteingang vom Innenhof her gesehen

Das Kulturforum Fürth ist ein Veranstaltungsort in Fürth. Das Gebäude wurde früher als Schlachthof genutzt. Auf dem Areal befinden sich heute zwei Spielstätten für Konzerte, Kleinkunst und Kabarett, Literatur und Lesungen, Bildende Kunst, Filme (Programmkino Uferpalast), Inszenierungen des Stadttheaters Fürth, und Festivals wie zum Beispiel Figurentheaterfestival, Internationales Klezmerfestival.

## Geschichte
Der Fürther Schlachthof unterhalb der Stadthalle, direkt an der Rednitz wurde 1873 bis 1881 nach dem Zürcher Vorbild entwickelt – eine wichtige gesundheitspolitische Maßnahme in der wachsenden Industriestadt. Das Fleisch konnte nun auf Krankheitserreger untersucht werden. Die nicht seltenen hygienischen Mängel bei Hausschlachtungen wurden vermieden. Von den vielen ursprünglichen und im Laufe der Zeit hinzugekommenen Bauten gibt es heute nur noch das Verwaltungs- und Kantinengebäude sowie die Schweine- und Rinderschlachthalle.
1991 hatte der Schlachthof ausgedient. Er war technisch veraltet und in seiner Größe nicht mehr rentabel. Den eisernen Rinderkopf über den Eingang der Rinderschlachthalle nahmen die Metzger zum neuen Schlachthof nach Burgfarrnbach mit. Die 1996 von Gernot Rumpf geschaffene Bronzeplastik „Großer Minotaurus“ wurde zum Signet des neuen Kulturforums.
Im Jahre 2002 wurde der Schlachthof komplett saniert und zum heutigen Kulturforum Fürth umgebaut.